# A Flickering Truth
A Flickering Truth é um filme-documentário neozelandês de 2015 dirigido e escrito por Pietra Brettkelly. Foi selecionado como representante de seu país ao Oscar de melhor filme estrangeiro em 2017.

## Elenco
- Ibrehim Arif
- Mahmoud Ghafouri
- Isaaq Yousif